# XXXIV Esposizione internazionale d'arte di Venezia
La 34ª Biennale Internazionale d'Arte di Venezia ebbe luogo dal 22 giugno al 20 ottobre 1968. Fu caratterizzata da forti contestazioni.

## Artisti partecipanti
Archiviato il 3 ottobre 2019 in Internet Archive.
- Magdalena Abakanowicz
- Valerio Adami
- Hans Aeschbacher
- Josef Albers
- Rodolfo Aricò
- Arman
- Hans Arp
- Francis Bacon
- Giacomo Balla
- Arturo Bonfanti
- Alberto Burri
- Alexander Calder
- Carlo Carrà
- Lygia Clark
- Gianni Colombo
- Edwin Dickinson
- Jean Dubuffet
- Marcel Duchamp
- Jean Fautrier
- Lucio Fontana
- Nino Franchina
- Fritz Glarner
- Arshile Gorky
- Hans Hartung
- Horst Janssen
- Jasper Johns
- Zoltan Kemeny
- Phillip King
- Yves Klein
- Leoncillo Leonardi
- Mario de Luigi
- Kasimir Malewitsch
- László Moholy-Nagy
- Man Ray
- Marisol
- Josef Mikl
- Guido Molinari
- Edgar Negret
- Mario Nigro
- Richard Oelze
- Claes Oldenburg
- Pino Pascali
- Vladimir Preclik
- Robert Rauschenberg
- Bridget Riley
- Mark Rothko
- Nicolas Schöffer
- Gustav Seitz
- Gino Severini
- Frank Stella
- Graham Sutherland
- Tancredi
- Antoni Tàpies
- Jiro Takamatsu
- Rufino Tamayo
- Georges Vantongerloo
- Victor Vasarely
- Tibor Vilt
- Carel Visser
- Andy Warhol
- Wols
- Salvador De Aulestia